# Molène (plante)
Verbascum
Pour les articles homonymes, voir Molène.
Genre
Classification APG III (2009)
Les molènes sont des plantes dicotylédones pour la plupart bisannuelles, appartenant à la famille des Scrofulariacées et au genre Verbascum.
Souvent de grande taille, elles sont pubescentes, avec des fleurs à cinq pétales, le plus souvent jaunes à anthères orange, groupées en longs épis. Les feuilles forment une rosette à la base, puis sont alternes le long des tiges. L'espèce la plus connue est le bouillon-blanc (Verbascum thapsus et espèces voisines), réputé pour ses vertus médicinales, mais bien d'autres existent.
Les molènes apprécient les terrains secs et fleurissent généralement de juin à septembre.

## Les noms de la molène

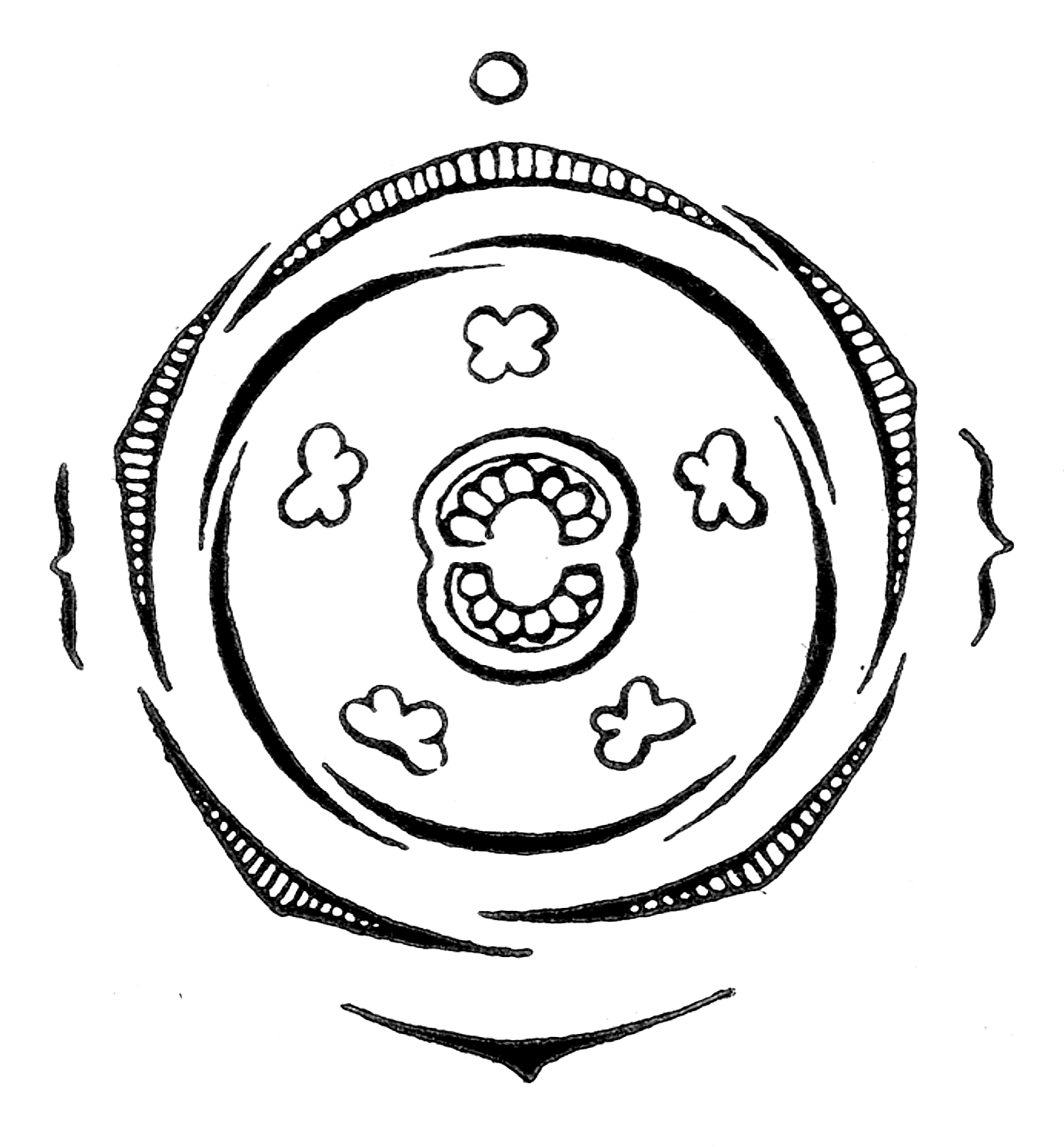
Diagramme floral de Verbascum.

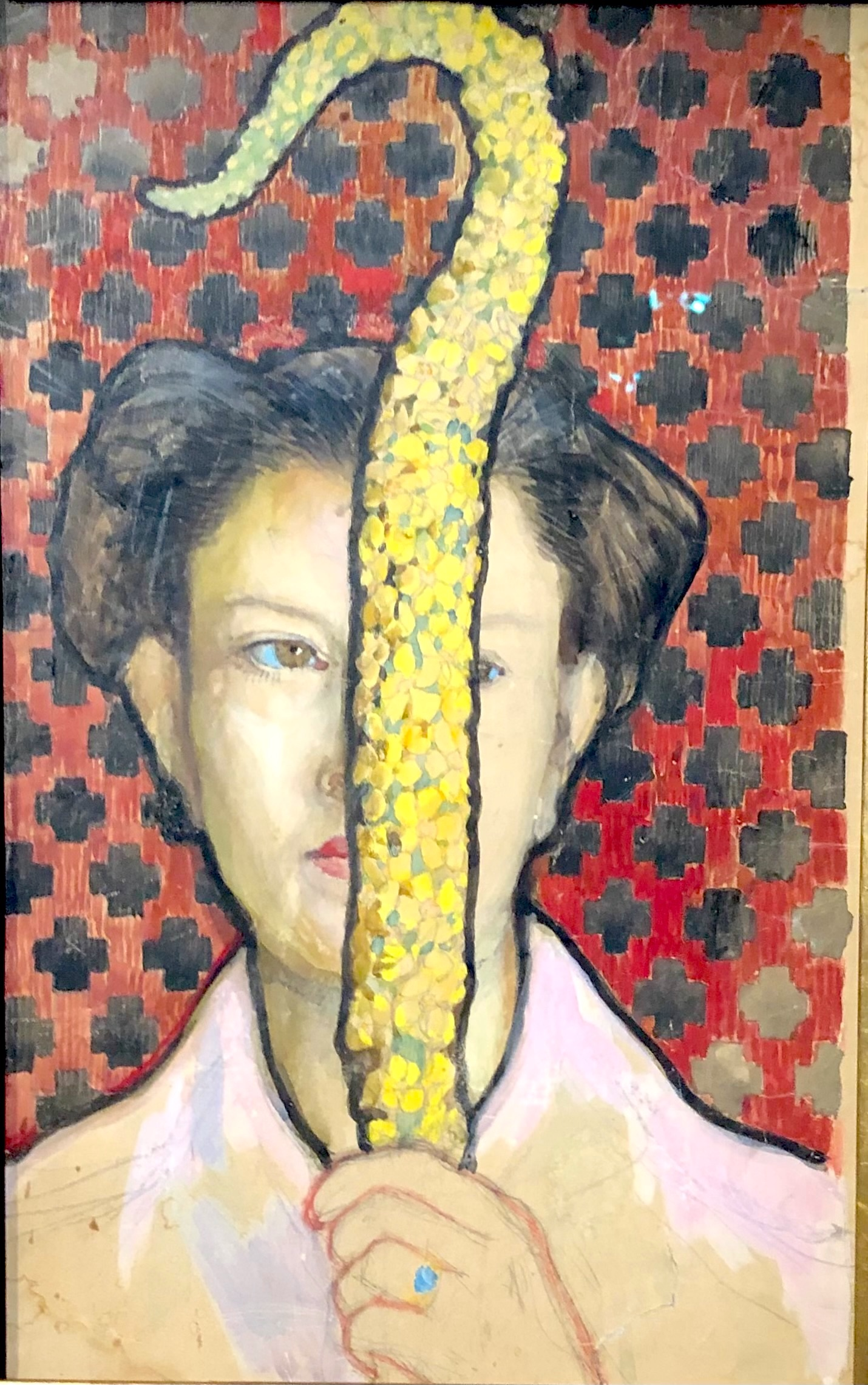
Akseli Gallen-Kallela, Molène (Ester von Christiersson), 1893.

Le latin verbascum, déjà employé par Pline l'Ancien pour nommer diverses plantes velues, est d'origine discutée. On le retrouve dans l'italien barbasso, l'espagnol barbasco. Jadis le botaniste Tournefort y voyait une dérivation du latin barbascum ou barbatum, barbu, allusion aux filets barbus des étamines des molènes qui sont couverts de poils, explication reprise par l'ethnobotaniste François Couplan. Toutefois, verbascum paraît construit sur la même racine verb- que le mot latin verbenæ « rameaux de laurier, d'olivier, de myrte » (d'où verveine).
Le français molène, attesté au XIIIe siècle sous la forme moleine, est un dérivé de l'adjectif mol « mou », évoquant sans doute la consistance et l'aspect des feuilles ou les propriétés émollientes de ces plantes, en particulier du bouillon blanc. Il est à l'origine de l'anglais mullein. Reste le terme de bouillon-blanc, utilisé pour désigner les molènes à feuilles tomenteuses d'aspect blanchâtre. Contrairement aux apparences, il n'est pas lié à un éventuel bouillon ou tisane, mais remonte au gallo-latin bugillō, diminutif d'un gaulois buccos « mou » (cf. irl. bog, bret. bouk) et utilisé par Marcellus Empiricus, médecin bordelais du IVe siècle pour désigner une plante indéterminée, par attraction de « bouillon », en raison de l'emploi en décoction des fleurs aux vertus pectorales. La molène noire (V. nigrum) est parfois appelée bouillon-noir.
Le bouillon-blanc porte d'autres noms populaires : herbe de saint Fiacre, cierge de Notre-Dame, fleur de grand chandelier, bonhomme, oreille de saint Cloud, queue de loup ou encore herba luminaria... La métaphore avec la queue du loup se retrouve dans l'espagnol gordolobo, mot à mot gros loup, en fait déformation du latin populaire coda lupi « queue de loup ». Au Québec, elle est aussi appelée tabac du diable et bonhomme.
Sous le nom de molène donc, on regroupe différentes espèces, outre le bouillon-blanc sensu-stricto (Verbascum thapsus) :
- le faux bouillon-blanc (Verbascum densiflorum), autrefois nommé Verbascum thapsiforme (soit « qui a la forme de Verbascum thapsus »)
- la molène faux phlomis (Verbascum phlomoides)
- la molène noire ou bouillon-noir (Verbascum nigrum)
- l'herbe aux mites ou molène blattaire (Verbascum blattaria).

## Caractéristiques botaniques
Ce sont des plantes herbacées bisannuelles ou vivaces, parfois des sous-arbrisseaux. Souvent laineuses pubescentes, elles ont des feuilles isolées ou alternes. L'inflorescence bractéifère, pourvue de deux bractées latérales, est terminale et spiciforme (grappe, panicule, épi de cymes bipares). Le calice gamosépale se caractérise par cinq lobes imbriqués. La corolle gamosépale (formée de 5 pétales soudés en un tube court) est actinomorphe, caractéristique rare chez les Scrophulariaceae. L'androcée est constitué de 5 étamines voir 4 (avortement de l'étamine postérieure et didynamie des quatre autres). L'ovaire supère à deux loges et un style solitaire donne naissance à un fruit de type capsule à déhiscence septicide.

## Principales espèces
- Verbascum acaule (Bory & Chaub.) Kuntze
- Verbascum adeliae Heldr.
- Verbascum adenanthum Bornm.
- Verbascum adrianopolitanum Podp.

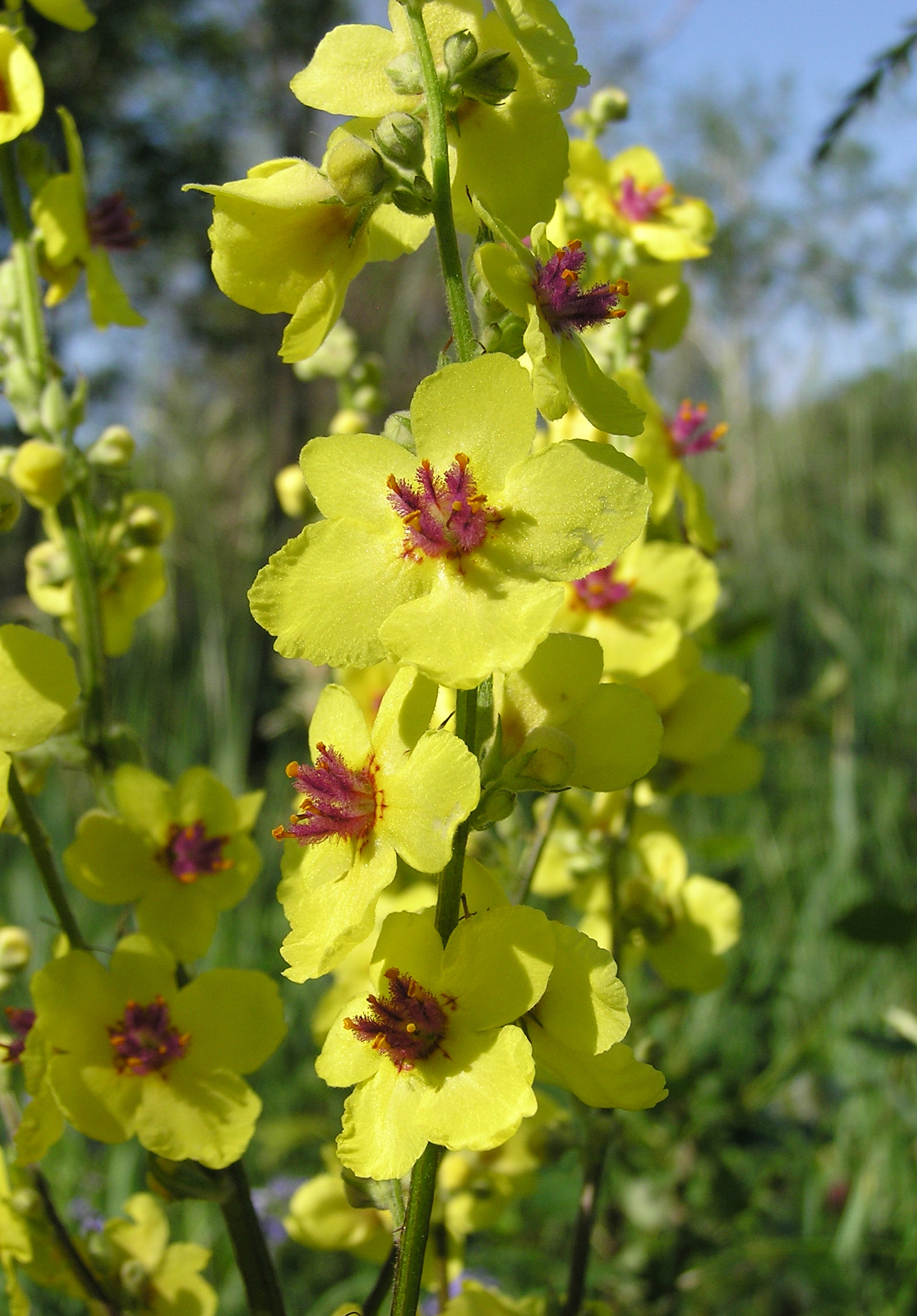
Fleurs de molène de Marschall (Verbascum marschallianum).

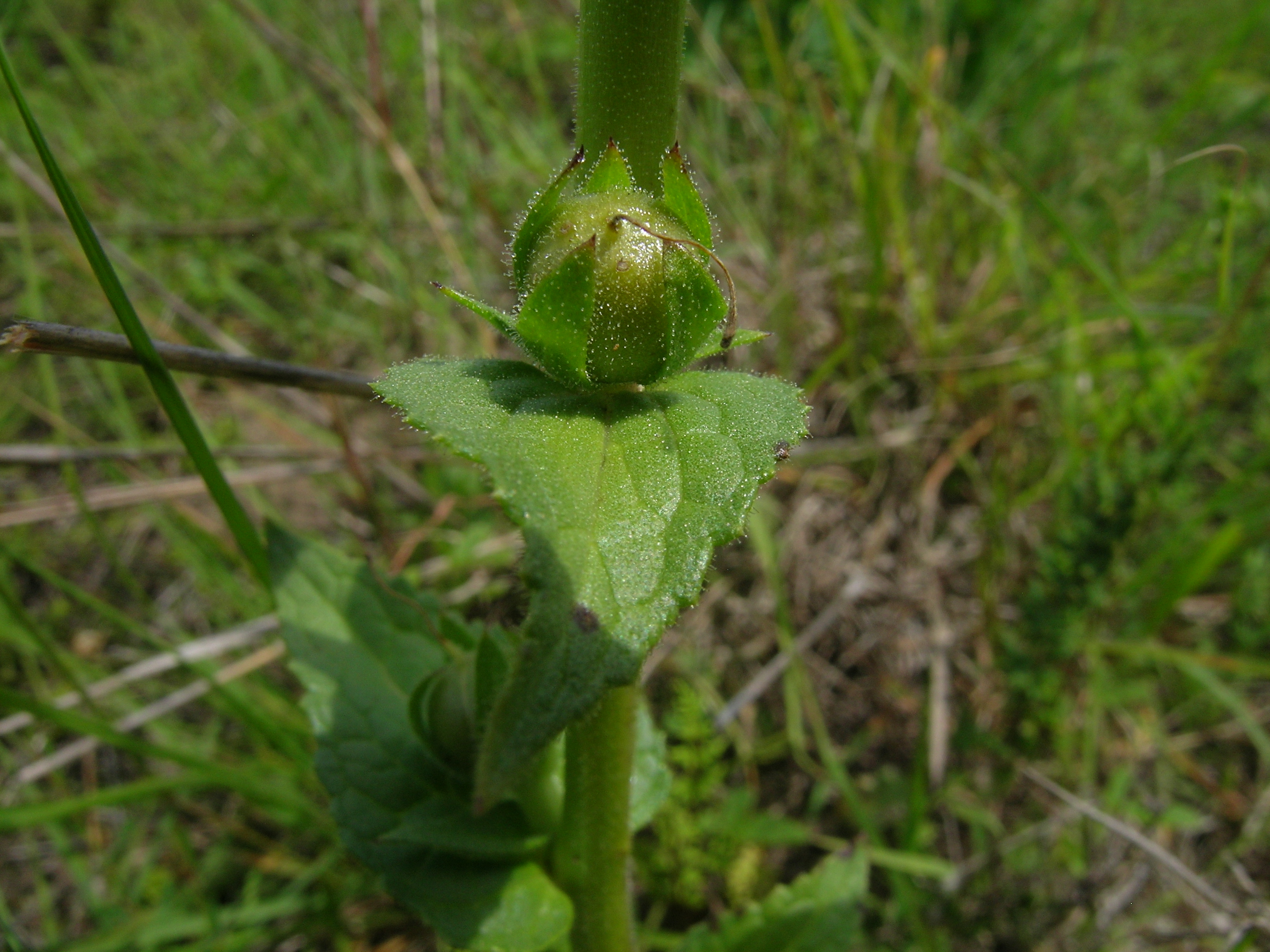
Capsule de Verbascum virgatum.

- Verbascum alpinum - Molène des Alpes (espèce vivace)
- Verbascum anisophylum Murb.
- Verbascum arcturus L.
- Verbascum argenteum Ten.
- Verbascum baldaccii Degen
- Verbascum banaticum Schrad.
- Verbascum barnadesii Vahl
- Verbascum bithynicum Boiss.
- Verbascum blattaria - Herbe aux mites ou Molène blattaire
- Verbascum boerhavii - Molène de mai
- Verbascum boerhavii L.
- Verbascum boissieri (Heldr. & Sart.) Kuntze
- Verbascum bombyciferum Boiss.
- Verbascum botuliforme Murb.
- Verbascum bugulifolium Lam.
- Verbascum chaixii austriacum - Molène d'Autriche
- Verbascum chaixii - Molène de Chaix
- Verbascum charidemii Murb.
- Verbascum chinense (L.) Santapau
- Verbascum chrysanthum Murb.
- Verbascum creticum (L.) Cav.
- Verbascum cyleneum (Boiss. & Heldr. ) Kuntze
- Verbascum cylindrocarpum Griseb.
- Verbascum daenzeri (Fauché & Chaub.) Kuntze
- Verbascum davidoffii Murb.
- Verbascum decorum Velen.
- Verbascum delphicum Boiss. & Heldr.
- Verbascum densiflorum (=Verbascum thapsiforme) - Molène faux Bouillon-blanc, Molène à fleurs denses ou Verbascum fausse-barbasse, très proche de V. phlomoides.
- Verbascum dentifolium Delile
- Verbascum dieckianum Borbás & Degen
- Verbascum dimoniei Velen.
- Verbascum dingleri Mattf. & Stef.
- Verbascum dumulosum P.H.Davis
- Verbascum durmitoreum Rohlena
- Verbascum epixanthinum Boiss. & Heldr.
- Verbascum eriophorum Godr.
- Verbascum euboicum Murb. & Rech.f.
- Verbascum foetidum Boiss. & Heldr.
- Verbascum formosum Fisch. ex Schrank
- Verbascum friedrichsthalianum Kuntze
- Verbascum georgicum Benth.
- Verbascum glabratum Friv.
- Verbascum glandulosum Delile
- Verbascum gnaphalodes M.Bieb.
- Verbascum graecum Heldr. & Sart. ex Boiss.
- Verbascum guicciardii Heldr. ex Boiss.
- Verbascum gypsicola Vural & Aydoğdu
- Verbascum halacsyanum Sint. & Bornm. ex Halácsy
- Verbascum haussknechtii Heldr. ex Hausskn.
- Verbascum hervieri Degen
- Verbascum herzogii Bornm.
- Verbascum humile Janka
- Verbascum hypoleucum Boiss. & Heldr.
- Verbascum jankaeanum Pancic
- Verbascum laciniatum (Poir.) Kuntze
- Verbascum lagurus Fisch. & C.A.Mey.
- Verbascum lanatum Schrad.
- Verbascum lasianthum Boiss. ex Benth.
- Verbascum leianthum Benth.
- Verbascum leucophylum Griseb.
- Verbascum levanticum I.K.Ferguson
- Verbascum litigiosum Samp.
- Verbascum longifolium Ten.
- Verbascum lychnitis L. - Molène lychnite
- Verbascum macedonicum Kosanin & Murb.
- Verbascum macrurum Ten.
- Verbascum malophorum Boiss. & Heldr.
- Verbascum marschallianum Ivanina & Tzelev
- Verbascum mucronatum Lam.
- Verbascum nevadense Boiss.
- Verbascum nicolai Rohlena
- Verbascum nigrum L. - Molène noire (espèce vivace)
- Verbascum niveum Ten.
- Verbascum nobile Velen.
- Verbascum olympicum Boiss.
- Verbascum orientale (L.) Al.
- Verbascum orphanideum Murb.
- Verbascum ovalifolium Donn ex Sims
- Verbascum paniculatum Wulf.
- Verbascum pelium Halácsy
- Verbascum pentelicum Murb.
- Verbascum pestalozzae Murb.
- Verbascum phlomoides - Molène faux phlomis, l'une des molènes appelées bouillon-blanc, fleurs jaunes ou jaune orangé. Plante très tomenteuse (velue).
- Verbascum phoeniceum - Molène de Phénicie (espèce vivace)
- Verbascum pinnatifidum Vahl
- Verbascum pseudonobile Stoj. & Stef.
- Verbascum pulverulentum Vill. - Molène floconneuse
- Verbascum purpureum (Janka) Hub.-Mor.
- Verbascum pycnostachyum Boiss. & Heldr.
- Verbascum pyramidatum M.Bieb.
- Verbascum reiseri Halácsy
- Verbascum roripifolium (Halácsy) I.K.Ferguson
- Verbascum rotundifolium Ten.
- Verbascum rupestre (Davidov) I.K.Ferguson
- Verbascum samniticum Ten.
- Verbascum scardicola Bornm.
- Verbascum siculum Tod. ex Lojac.
- Verbascum sinuatum - Molène à feuilles sinuées
- Verbascum songaricum Schrenk
- Verbascum speciosum Schrad.
- Verbascum spectabile M.Bieb.
- Verbascum spinosum L.
- Verbascum thapsus crassifolium - Molène à feuilles épaisses
- Verbascum thapsus - Molène thapsus, Bouillon-blanc
- Verbascum undulatum Lam.
- Verbascum vandasii (Rohlena) Rohlena
- Verbascum virgatum - Molène effilée ou Molène fausse blattaire
- Verbascum viridissimum Stoj. & Stef.
- Verbascum widemannianum Fisch. & Mey.
- Verbascum xanthophoeniceum Griseb.
- Verbascum zuccarinii (Boiss.) I.K.Ferguson

## Propriétés

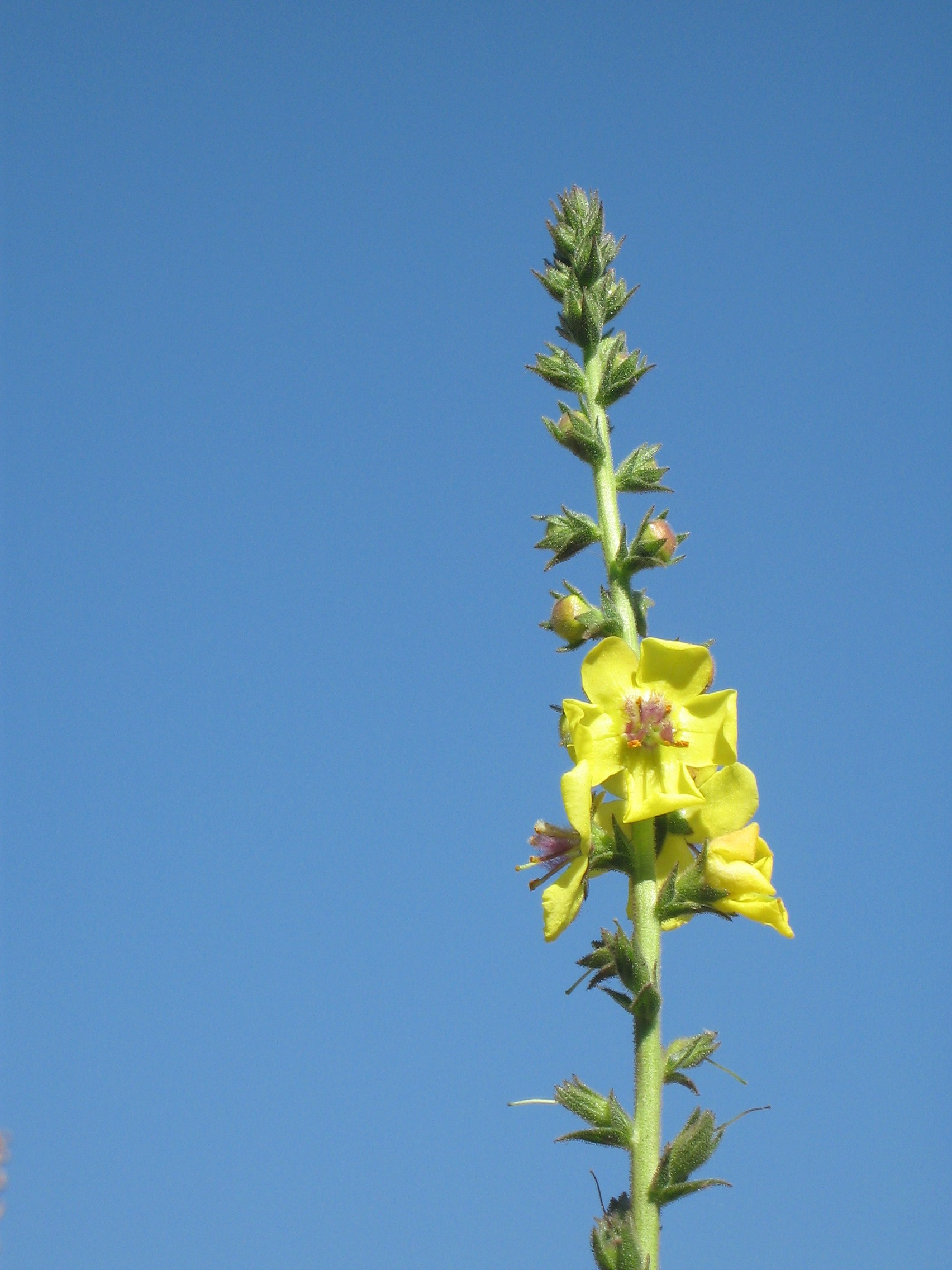
Molène effilée ou fausse blattaire (Verbascum virgatum)

Les molènes de type bouillon-blanc (reconnaissables à leurs feuilles très velues, blanchâtres ou grisâtres) sont connues depuis très longtemps pour leurs effets bénéfiques sur le système respiratoire. On les conseille en phytothérapie pour combattre les diverses formes de toux, les bronchites, et même les extinctions de voix. On utilise les fleurs, préparées en infusion avec de l'eau ou du lait. Il est conseillé de filtrer l'infusion pour éliminer les poils. Elle servait de cicatrisant pour les peaux purulentes, écorchée et autres eraflures...
La molène bouillon-blanc était autrefois une plante technique. À maturité, sa hampe florale peut atteindre deux mètres. Elle était utilisée au Moyen Âge comme torche. Pour cela, il fallait en retirer les feuilles et l'enduire de poix. Cet usage lui a valu ses noms de « herba luminaria » ou « cierge-Notre-Dame ».